# Eirene ceylonensis
Eirene ceylonensis is een hydroïdpoliep uit de familie Eirenidae. De poliep komt uit het geslacht Eirene. Eirene ceylonensis werd in 1905 voor het eerst wetenschappelijk beschreven door Browne. 